# Arceuthobium oaxacanum
Arceuthobium oaxacanum är en sandelträdsväxtart som beskrevs av F.G. Hawksworth & D. Wiens. Arceuthobium oaxacanum ingår i släktet Arceuthobium och familjen sandelträdsväxter. Inga underarter finns listade i Catalogue of Life.